# 3D (албум)
Вижте пояснителната страница за други значения на 3D.
„3D“ е четвъртият албум на американската група Ти Ел Си, издаден на 10 октомври 2002 година от Ариста Рекърдс, 6 месеца след смъртта на Лиса „Лефт Ай“ Лопес.
Албумът дебютира на шеста позиция в класацията за албуми Билборд 200 и на четвърта позиция в класацията Топ R&B/хип-хоп албуми. На 10 декември 2002 г. албумът е сертифициран като платинен от Асоциацията на звукозаписната индустрия в Америка за над 1 милион продажби, а към ноември 2004 г. са продадени 680 000 бройки само в Щатите.

## Списък с песните

### Оригинално издание
1. „3D“ (интро) – 2:25
2. „Quickie“ – 4:19
3. „Girl Talk“ – 3:34
4. „Turntable“ – 3:25
5. „In Your Arms Tonight“ – 4:24
6. „Over Me“ – 4:17
7. „Hands Up“ – 3:48
8. „Damaged“ – 3:51
9. „Dirty Dirty“ – 3:40
10. „So So Dumb“ – 4:05
11. „Good Love“ – 4:12
12. „Hey Hey Hey Hey“ – 4:05
13. „Give It to Me While It's Hot“ – 3:28

### Японско издание
1. „Get Away“ – 4:14

### Европейско и Тайванско лимитирано издание DVD
1. „Girl Talk“ (видеоклип) – 3:34
2. „Hands Up“ (видеоклип) – 3:48
3. „Damaged“ (видеоклип) – 3:51
4. „Who's It Gonna Be?“ – 4:00
5. „Кадри от интервюта“